# Comuna Kozaci Laheri, Oleșkî
Kozaci Laheri (în ucraineană Козачі Лагері) este o comună în raionul Țiurupînsk, regiunea Herson, Ucraina, formată din satele Kozaci Laheri (reședința) și Krînkî.

## Demografie
Componența lingvistică a comunei Kozaci Laheri
     Ucraineană (93,34%)
     Rusă (6,24%)
     Alte limbi (0,1%)
Conform recensământului din 2001, majoritatea populației comunei Kozaci Laheri era vorbitoare de ucraineană (93,34%), existând în minoritate și vorbitori de rusă (6,24%).